# Roger Crouch
Roger Keith Crouch (Jamestown, 12 de setembro de 1940) é um astronauta e físico norte-americano, veterano de duas missões do ônibus espacial.
Especializado em microgravidade e propriedades de materiais, Crouch foi a primeira vez ao espaço a bordo da nave Columbia, como especialista de carga do Spacelab, na missão STS-83 do ônibus espacial, em abril de 1997, que colocou em órbita o MSL-1, o laboratório científico de estudo da microgravidade. A missão, entretanto, foi abortada após apenas quatro dias, devido a problemas numa das unidades de força da Columbia.
Três meses depois, um julho de 1997, ele voou na mesma Columbia, missão STS-94, passando 16 dias e 376 horas em órbita para o complemento da missão, que levou a cabo pesquisas científicas em combustão e resistência de materiais.